# Glenmoor (Ohio)
Glenmoor es un lugar designado por el censo ubicado en el condado de Columbiana en el estado estadounidense de Ohio. En el Censo de 2010 tenía una población de 1987 habitantes y una densidad poblacional de 274,39 personas por km².

## Geografía
Glenmoor se encuentra ubicado en las coordenadas 40°39′50″N 80°36′47″O / 40.66389, -80.61306. Según la Oficina del Censo de los Estados Unidos, Glenmoor tiene una superficie total de 7.24 km², de la cual 7.24 km² corresponden a tierra firme y (0%) 0 km² es agua.

## Demografía
Según el censo de 2010, había 1987 personas residiendo en Glenmoor. La densidad de población era de 274,39 hab./km². De los 1987 habitantes, Glenmoor estaba compuesto por el 97.38% blancos, el 1.21% eran afroamericanos, el 0.25% eran amerindios, el 0% eran asiáticos, el 0% eran isleños del Pacífico, el 0.05% eran de otras razas y el 1.11% pertenecían a dos o más razas. Del total de la población el 0.4% eran hispanos o latinos de cualquier raza.